# 智一・美樹のラジオビッグバン
智一・美樹のラジオビッグバン（ともかず・みきのラジオビッグバン）は1999年4月11日より2014年9月28日まで文化放送にて放送されたラジオ番組。パーソナリティは声優の関智一と長沢美樹。

## 放送時間

### 文化放送
1999年4月11日 - 2000年4月2日
- 日曜 22:00 - 22:30

2000年4月9日 - 2007年4月1日
- 日曜 22:00 - 23:00

ホームランナイター延長の場合、時間変更もしくは30分に短縮。
2007年4月8日 - 9月30日
- 日曜 25:30 - 26:00（月曜1:30 - 2:00）

2007年10月7日 - 2014年9月28日
- 日曜 25:00 - 25:30（月曜1:00 - 1:30）

### BSQR489
2000年12月6日 - 2006年3月29日
- 水曜 21:00 - 22:00

2002年4月 - 2004年3月の2年は金曜の21:00 - 22:00に放送していた。その後再び放送日時が元に戻ったが放送時間が21:00 - 21:30の30分間に短縮していた時期もある。
文化放送ホームランナイター延長の場合は21:30までに縮小か全編休止の場合があった。
2006年4月以降は超!A&G+の開局まで文化放送のみで放送。

### 超!A&G+
2007年9月4日 - 2008年4月1日
- 火曜 20:30 - 21:00（リピート放送：水曜 10:30 - 11:00）

2008年4月8日 - 2009年3月31日
- 火曜 23:00 - 23:30（リピート放送：水曜 13:00 - 13:30）

2009年4月6日 - 2010年9月27日
- 月曜 19:00 - 19:30（リピート放送：火曜 14:00 - 14:30）

2010年10月4日 - 2011年3月28日
- 月曜 18:00 - 18:30（リピート放送：火曜 8:00 - 8:30）

2014年4月12日 - 10月4日
- 土曜 10:00 - 10:30

## アシスタント
番組では声優を目指す人たちをアシスタントとして約1年間養成していた。3代目のアシスタントからは「ビッグバン グランプリプロジェクト（通称:BGP）」という名前がついた。2006年の7代目アシスタント（第5期BGP）は、「Kisty」というユニットとしてデビューしている。8代目（第6期BGP）のメンバー名は、2007年、出張収録で「Ahory」、12代目（第10期BGP）のユニット名は「マナプリ」と命名された。
初代（1999年6月 - 2000年9月）
- 嘉茂真理子
- 板倉朋子

2代目（2000年11月 - 2001年9月）
- 松本桜
- 冨田晶子

3代目（第1期BGP）（2001年11月 - 2002年9月）
- 石井順子
- 今井麻美
- 波多野和俊
- 伊藤靖子
- 吉田麻子
- 時田圭輔
- 長谷部瞳

4代目（第2期BGP）（2002年11月 - 2003年9月）
- 三国由奈(現・小澤真利奈)
- 佐藤有世
- 中村美雪
- 田中真知子
- 尾島圭美

5代目（第3期BGP）（2003年11月 - 2004年9月）
- 柏木弘美
- 仲井絵里香（現・大橋歩夕）
- 太田直人（現・本橋尚土）
- 神谷京子
- 宮下栄治

6代目（第4期BGP）（2004年11月 - 2005年9月）
- 雪郁恵
- 別井優子
- 金田和輝
- 藤田咲子（現・藤田咲）
- 水野顕子

7代目（Kisty）（第5期BGP）（2005年11月 - 2006年9月）
- こひなたえり（現・小日向えり）
- 今井麻夏
- 佐藤聡美
- 棚橋麻衣
- 吉冨加奈恵

8代目（Ahory）（第6期BGP）（2006年11月 - 2007年9月）
- 石井絢子
- 藤田由美子
- 水野麻里絵
- 大久保英恵
- 齋藤遼
- 佐藤奏美 → 2007年4月1日をもって卒業

9代目（第7期BGP）（2007年11月 - 2008年9月）
- 白永歩美（しらなが あゆみ）
- 鈴木理紗（すずき りさ）
- 三上枝織（みかみ しおり）
- 種田梨沙（たねだ りさ）

10代目（第8期BGP）（2009年1月4日 - 9月27日）
- 花秋奈津
- 雪乃さやか
- 津嘉山祐
- 萩原美緒（現・華山みお）

11代目（第9期BGP）（2009年11月22日 - 2010年10月3日）
- 田中由香（たなか ゆか）（リーダー） - 2009年10月16日からBCP（ビッグバンコミックプレゼンテーター）として出演していた。リスナーから多くの要望があったため選出。卒業後、再びBCPとして2010年10月17日 - 2011年4月3日および、2011年10月9日 - 2013年12月29日まで出演。
- 照井春佳（てるい はるか）
- 林沙織（はやし さおり）
- 上川治視（かみかわ はるみ）
- 平賀三恵（ひらが みえ）

12代目（マナプリ）（第10期BGP）（2010年12月12日 - 2011年10月2日）
- 雨宮優（あめみや ゆう）
- 一木千洋（いっき ちひろ）

なおBGPが2人のみのため、歴代のBGP（BGP以前のアシスタントも含む）卒業生から1人だけをディケイドBGPとして隔週ゲスト出演させた。
13代目（第11期BGP）（2012年1月1日 - 9月30日）
- 小島菜奈子（こじま ななこ）
- 山本紗耶佳（やまもと さやか）（現・如月さや）
- 野村唯（のむら ゆい）
- 木原さくら（きはら さくら）
- 谷口悠（たにぐち ゆう） - オーディションに2度不合格になったものの、リスナーの熱い支持を受けてBGPセピア（番組AD待遇）として選出。男性メンバーを選出するのは5年ぶりかつ最後となった。しかし、リスナーによるリコール投票が行われた結果、リコール不成立により晴れてBGPに昇格した。

14代目（第12期BGP）（2012年12月17日 - 2013年10月6日）
- 倉口桃（くらぐち もも）
- 吉本真咲（よしもと みさき）
- 西條智鶴（にしじょう ちづる）

15代目（第13期BGP）（2013年12月22日 - 2014年9月28日）
- 齋藤桃子（さいとう ももこ）
- 澤田美晴（さわだ みはる）
- 飯塚麻結（いいづか まゆ） - 2014年4月13日より加入。2014年4月からのスポンサーがモバイルゲーム会社「D2C」となり、スポンサーの意向でゲームに詳しいメンバーとして追加オーディションで選出。
- 矢田部明子（やたべ あきこ） - 2014年4月13日よりBGPセピアに降格したが、7月27日にBGPに復帰。

## 番組内コーナー
- ふつおた紹介
  - リスナーから送られたメールやハガキを紹介するコーナー。これらの読み上げはBGPが担当する。読み上げ担当となるBGPを日直BGPと呼び、番組のエンディングで次回の日直を決めるためのサイコロ振りが行われる。
- 告知読み
  - 番組に提供をしているスポンサーの告知を長沢（たまに関）もしくはBGPが読んでいく。

### 過去のコーナー
嘉茂・板倉時代
- 灼熱男弁
- あだ名決定会議
- 理想のデカ
- 代弁でポン
- 語源でポン
- おうちでポン
- バックでポン
- 虎の穴でポン
- 波乗りエスケープ
- 早口言葉でポン

冨田・松本時代
- 長沢明大受験の道
- フォトジェニックパニックでポン
- なんだろう?すいちゅう〜
- なんだろう?ゼリーちゅう〜
- はずかしい話でぽん

第1期BGP時代
- ビューティフルネームのコーナー
- 長沢30代ネバギバ!
- 関智一の借金返済地獄
- ぼくらのアストロ球団

第2期BGP時代
- おじみんのリスナーでぽん
- 関智一のしんじてんじゃねーよ!!

第3期BGP時代
- リスナーは何でも知っている
- 長沢美樹の教えて!カリスマDJ
- 関智一のエロ撲滅委員会
- 長沢美樹の愛のうた
- ビッグバンジャッジ

第4期BGP時代
- N1グランプリ
- I1グランプリ
- レ・マン湖のほとりで
- エスパー美樹
- ビッグバンホールへようこそ
- BGP仲間外れショウ

第5期BGP時代
- ビッグバン川柳
- ビッグバン相談箱
- ビッグバンホールへようこそ
- Kisty情報コーナー

第6期BGP時代
- O1（オーワン）グランプリ
- 世にも亀頭な物語
- ビッグバン今月のオススメ曲

第7期BGP時代
- 関智一の原型超人フィギュアーマン
- 何でもやります!株式会社ビッグバン商事
- 関智一の最新フィギュアNews!
- ビッグバンホールへようこそ

第8期BGP時代
- やれることはやります!牧野商店
- ビッグバン10周年記念ビッグバンに歴史あり。

第9期BGP時代
- おみー1グランプリ
- ブログチェッカー智一
- 目指せ小説現代新人賞! ビッグバン小説ツクール

第10期BGP時代
- 目指せ小説現代新人賞! 復活!!ビッグバン小説ツクール
- 平成不況を乗り越えろ!! 0円アイドル育成計画!

第11期BGP時代
- 今週の谷口悠

BGPセピア・谷口が、毎回オープニングで一発ギャグを披露して、笑いをとらなければその週の収録には参加することが出来ないコーナー。しかし、谷口がBGPに昇格したためにコーナー終了となった。
- 満員御礼! 劇団 神出鬼没!

リスナーから脚本を募集して、関（座長）、長沢（副座長）、BGP（団員）が「劇団神出鬼没」を旗上げしてラジオドラマをやってしまおうというコーナー。
第12期BGP時代
- サルでもわかるエロ用語

エロイ言葉をよく知らないという第12期BGPの吉本真咲にエロ用語を調教していこう（理解させる）というコーナー。
- 復活! 劇団 神出鬼没!

声優を目指す第12期BGPと出演者全員で、ラジオドラマを作り上げていくというコーナー。
第13期BGP時代
- ゲロでもわかる一般常識
  - 漢字検定を関・長沢とBGP全員で受けることになり、リスナーから様々な一般常識を募集して、関・長沢とBGPが答えていく。

## 箱番組
嘉茂・板倉時代
- 嘉茂・板倉の青春っていいかも?（BSQRのみ）

冨田・松本時代
- 松の教えて!マンツーマン
- トミーのイメージ研究所
- マナビのミニバン水野愛日

第1期BGP時代
- 櫻井孝宏の嗚呼、いっぱい×2
- 櫻井孝宏のますます、いっぱい×2
- おねがいティーチャー・みずほ先生のはちみつ授業

『おねがいティーチャー』のラジオ番組は、当初は文化放送で製作/放送であったが、『おねがいティーチャー・みずほ先生のはちみつ新学期』からはラジオ大阪製作、関東ではTBSラジオでの放送となった。
- 波多野和俊の恋テル!!（1回限定番組）

第2期BGP時代
- 佐藤有世のぷちばん!（モバイル文化放送限定）

第3期BGP時代
- 第3期BGP男子番組
- 第3期BGP女子番組
- 第3期BGP宮下栄治以外の4人番組
- 第3期BGP宮下栄治の番組

第4期 - 第5期BGP時代
- 飯塚雅弓のアソビ研究所（2005年5月8日 - 2006年4月2日）

ナムコ提供の箱番組、タイトルのとおり、リスナーから遊びについての情報を貰ったり、番組内で言葉遊び（アナグラム）の挑戦するコーナーがあった。また、アシスタントに「ナムコスペシャルレポーター」としてナムコ広報の女性を呼び、アミューズメント施設やゲームソフトの宣伝を行っていた。
第8期BGP時代
- ミニミニラジオビッグバン（超!A&G+にて水曜24:30 - 25:00、2009年4月 - 9月）

第8期BGPが超!A&G+において30分間のガールズトークを行った番組。
第8期〜第13期BGP時代
- 講談社コミックインフォメーション

番組スポンサーの講談社イチ押しのコミック（ライトノベルも含む）を、「BCP」（ビッグバンコミックプレゼンテーター）の田中由香（元第9期BGPリーダー）がプレゼンテーションしていく「ビッグバン コミックプレゼンテーション」と、コミックの作者をゲストに迎え、その作品をテーマに関と長沢が掘り下げていく「ビッグバン コミックラボラトリー」の2つの企画が行なわれた。
第13期BGP時代
- D2Cゲームインフォメーション

## 番組内ユニット
- フェリーチェ（長沢美樹・嘉茂真理子・飯倉朋子）
- 狼煙（関智一・伊福部崇・おたっきぃ佐々木）
- 神楽歌（長沢美樹・松本桜・冨田晶子）
- ペニーレイン（関智一・時田圭輔・波多野和俊・吉田麻子）
- つぶつぶマンゴー☆（長沢美樹・今井麻美・石井順子・伊藤靖子・長谷部瞳）
- ○&△（まるアンドとんがり）（石井順子・今井麻美）
- ジミーズ（時田圭輔・波多野和俊）
- TOMSN（田中真知子・尾島圭美・三国由奈・佐藤有世・中村美雪）
- 第4期BGPユニット（雪郁恵・別井優子・金田和輝・藤田咲・水野顕子）
- 第5期BGPユニットKisty（こひなたえり・今井麻夏・佐藤聡美・棚橋麻衣・吉冨加奈恵）
- 第6期BGPユニットAhory（石井絢子・藤田由美子・水野麻里絵・大久保英恵・齋藤遼）
- 第7期BGPユニットビッグバン学園、BGP（ドラマ内ユニット）（白永歩美・鈴木理紗・三上枝織・種田梨沙）
- 第10期BGPユニットマナプリ（雨宮優・一木千洋）

## 収録
東京・浜松町にある文化放送のスタジオで月曜の夕方から行われる。収録告知は番組のエンディングで行われ、その翌日に収録が行われる。夕方からの収録で、学校帰りの制服を着た学生の姿も見受けられ、若年層からの支持を受けていることを象徴する光景である。なお、2009年4月 - 2011年3月までは、月曜夕方に超!A&G+で前日夜にAMで放送されたものが放送されていたが、特にデジタル放送に配慮することはなかった。
また、過去に東放学園がスポンサーであった頃は西新宿にある東放学園のサテライトスタジオで収録を行った。外見は大通りに面したガラス張りの明るいスタジオで、収録の様子はスタジオから飛ぶFM波を受信することで聞くことが出来るが、スタジオ内から外の音声は聞こえない。そのため、観覧に訪れるファンの中にはメッセージを示そうとホワイトボードやスケッチブックに文字を書いて、スタジオ内と会話をやりとりする光景が見受けられた。

## テーマソング
OP
- FLYING IN THE SKY/鵜島仁文（1999年4月 - 不明）[2]
- Go!GO!ビッグバン/フェリーチェ（2000年頃?）
- Fly a Way/神楽歌（2001年8月 - 9月）
- リスナーリクエストソング（2001年10月 - 2002年3月頃）[3]
- OPテーマ無し期間（2002年4月 - 2003年2月頃）
- READY GO/POARO（2003年3月 - 2005年4月）
- プレイボーイの悲劇/POARO（2005年5月 - 2006年7月）
- 8月11日、晴れ、風邪引いた/POARO（2006年7月 - 9月）
- 萌えてたまるか!/POARO（2006年10月 - 2007年4月1日）
- SALABONA NIGHT/POARO（2007年4月8日 - 2007年9月）
- ADVENTURE/POARO（2007年10月 - 2008年9月）
- 戦え!銀河ロイドコスモX/関智一（2008年10月 - 12月）
- Hello/関智一（2009年1月 - 2009年2月）
- dreams NEVER come true/POARO（2009年3月 - 2009年9月）
- NO NEGATIVE, NO LIFE. /POARO（2009年10月 - 2010年5月）
- ヤーヨは二人の合言葉/鷲崎健（2010年5月 - 2012年5月20日）
- 女の子の髪の匂いを一日中かいでたい/鷲崎健（2012年5月27日 - 2012年12月9日）
- 輝け!!スーパーヒーロー/関智一 with 林沙織（2012年12月17日 - 2014年3月30日）[4]
- 長沢美樹〜永遠にひとり〜/せきとこにし（2014年4月6日 - 2014年9月28日）

ED
- 海よりも深く/彩恵津子（1999年4月 - 不明）[2]
- ニュータイプ/狼煙（不明 - 2001年7月頃まで?）
- ミサイルあGOGO/狼煙21C（2001年8月 - 2002年7月頃まで?）
- Once Upon A Time IN AKIHABARA/POARO（2002年8月頃 - 不明）
- ラブソディ/POARO（2003年2月頃まで）
- きみがくる〜State of emergency〜/POARO（2003年3月 - 2005年4月）
- ブリスターはあけない/POARO（2005年5月 - 2006年6月）
- CONTINUE SUMMER/POARO（2006年7月 - 9月）
- PSP/POARO（2006年10月 - 2007年4月1日）
- スイッチ/POARO（2007年4月8日 - 2007年9月）
- Super Girl/POARO（2007年10月 - 2008年6月）[5]
- SUMMER NIGHT SUMMER/関智一（2008年7月 - 2008年9月）
- 歩幅/ドンボルカン山口（2008年10月 - 12月）
- 祈りのうた/関智一（2009年1月 - 2009年2月）
- Don't Think. Feel!/POARO（2009年3月 - 2009年9月）
- アクビ/POARO（2009年10月 - 2010年5月）
- Baby Baby/鷲崎健（2010年5月 - 2012年5月20日）
- Baby!人生はあっちゅー間!!/鷲崎健（2012年5月27日 - 2012年12月9日）
- ガイアノチカラ/関智一（2012年12月17日 - 2014年3月30日）[6]
- Best Friend〜旅立ちの日に〜/せきとこにし（2014年4月6日 - 8月3日）
- 3'30″-サンプンハン-/POARO（2014年8月10日 - 2014年9月28日）

## 特別番組
レギュラー放送終了後の2014年10月1日に、「文化放送ウェンズデープレミアム」枠で事実上の最終回となる特別番組『智一・美樹のラジオビッグバン グランドフィナーレ特別版! 15年半ありがとう! 最終回の裏側でこんな打ちあげパーティーやってましたスペシャル』を放送した。生放送となった最終回当日の前後で行われた番組の打ち上げパーティーの模様を中心に、レギュラー放送最終回が生放送となった関係で放送できなかった番組最後の卒業生となる第13期BGPの卒業式の様子と、箱番組「D2Cゲームインフォメーション」の最終回を放送した。